# Carlos Federico de Baden
Carlos Federico de Baden (Karlsruhe, 22 de noviembre de 1728 - Karlsruhe., 10 de junio de 1811) fue el primer gran duque de Baden que reunificó los territorios históricos de Baden bajo una única entidad soberana. Fue margrave, elector y más tarde gran duque de Baden (inicialmente solo margrave de Baden-Durlach) desde 1738 hasta su muerte.

## Biografía
Nacido en la ciudad de Karlsruhe, capital del Gran Ducado de Baden, hijo del príncipe heredero Federico de Baden-Durlach y de la princesa Amalia de Nassau-Dietz. Carlos pertenecía a la rama histórica de la familia Baden-Durlach que había gobernado la región de Karlsruhe desde el siglo XII.
Carlos Federico llegó a ser margrave de Baden-Durlach el año 1738 a raíz de la muerte de su abuelo, Carlos Guillermo de Baden-Durlach. A lo largo del siglo XII y del siglo XIII el histórico territorio de Baden, situado en uno de los extremos occidentales del Sacro Imperio Romano Germánico, había estado enormemente fragmentado en multitud de casas de margraves que dominaban sobre pequeñas unidades soberanas. Ahora bien, desde el siglo XIII muchas de estas casas se habían extinguido, permitiendo una lenta unificación.
El año 1771, la penúltima casa margrave, la de Baden-Baden, se extinguió y sus territorios revirtieron a las manos de la última rama de la Casa de Baden, los Baden-Durlach, y más concretamente al margrave Carlos Federico, que se convirtió de esta manera en margrave de Baden, del Baden ya unificado.
Carlos Federico llegó a ser un monarca absoluto, a pesar de que abolió la tortura (1766) y la servidumbre (1783). Al mismo tiempo, se dedicó a la promoción del sistema educativo, haciendo especial énfasis en la universidad.
Aprovechando el desconcierto originado por las políticas expansionistas de la Francia de Napoleón Bonaparte, Carlos Federico elevó Baden a la categoría de electorado y, por otra parte, incorporó territorialmente los obispados secularizados de Constanza, Basilea, Estrasburgo y Espira, así como los territorios austríacos de Brisgovia y Ortenau.
Posteriormente, se adhirió en 1806 a la Confederación del Rin, una vez hubo desaparecido el Sacro Imperio Romano Germánico.
El Congreso de Viena concedió al territorio de Baden la categoría de Gran Ducado y, por tanto, Carlos Federico se convirtió en gran duque de Baden. Al mismo tiempo, le permitía mantener alguna de las posesiones territoriales obtenidas con motivo de las guerras napoleónicas, tales como Ortenau.

## Matrimonio y descendencia
El 28 de enero de 1751 se casó con la landgravina Carolina Luisa de Hesse-Darmstadt, hija del landgrave Luis VIII de Hesse-Darmstadt y de la princesa Carlota de Hanau-Lichtenberg. La pareja tuvo los siguientes hijos:
- Carlos Luis de Baden (Karlsruhe, 1755 - Arboga, Suecia, 1801). Se casó con su prima, la landgravina Amalia de Hesse-Darmstadt.
- Federico de Baden (Karlsruhe, 1756 - 1817). Se casó con la princesa Luisa de Nassau-Usingen.
- Luis I de Baden (Karlsruhe, 1763 - 1830).
- Luisa Carolina de Baden (Karlsruhe, 1767 y muerta tres días después de nacer).

La gran duquesa Carolina murió el 8 de abril de 1783. El 24 de noviembre de 1787, Carlos Federico se volvió a casar, esta vez de forma morganática, con la aristócrata Luise Karoline Geyer von Geyersberg, nombrada señora de Hochberg. La pareja tuvo cinco hijos:
- Leopoldo I de Baden (Karlsruhe, 1790 - 1852). Se casó en 1817 en Karlsruhe con la princesa Sofía de Suecia.
- Guillermo de Baden (Karlsruhe, 1792 - 1859). Se casó con la duquesa Isabel Alejandrina de Wurtemberg.
- Federico de Baden (Karlsruhe, 1793 y fallecido ocho días después de nacer).
- Amalia de Baden (Karlsruhe, 1795 - 1869). Se casó con el príncipe Carlos Egon II de Fürstenberg en 1818 en Karlsruhe.
- Maximiliano de Baden (Triesdorf, 1796 - Karlsruhe, 1882)

En 1817, los descendientes de Carlos Federico con su primera esposa se habían extinguido. Para evitar que Baden fuera heredada por el próximo heredero (su cuñado el rey Maximiliano I de Baviera), el actual Gran Duque, Carlos (nieto del primer Gran Duque), cambió la ley de sucesión para dar a la familia de Hochberg plenos derechos dinásticos en Baden. De este modo, se convirtieron en Príncipes y Princesas de Baden, con el título de Gran Alteza Ducal, al igual que sus mayores medios hermanos. Sus derechos de sucesión se reforzaron cuando se le concedió a Baden una constitución en 1818 y fue reconocida por Baviera y las grandes potencias en el Tratado de Fráncfort de 1819. Los descendientes de Leopoldo gobernaron el Gran Ducado de Baden hasta 1918. Los pretendientes actuales al trono de Baden son descendientes de Leopoldo.
Leopoldo, el hijo mayor del segundo matrimonio, sucedió como Gran Duque en 1830.

## Distinciones honoríficas
- Gran Ducado de Baden:
  -  Gran maestre de la Orden de la Fidelidad (Gran Ducado de Baden).
  -  Gran maestre de la Orden Militar de Carlos Federico (Gran Ducado de Baden).
- Prusia:  Caballero de la Orden del Águila Negra (Reino de Prusia).
- Primer Imperio Francés:  Gran águila de la Legión de Honor (Primer Imperio Francés).